# Prix Bellino II
Prix Bellino II är ett travlopp för 4-åriga varmblodiga hingstar och ston som körs på Vincennesbanan utanför Paris i Frankrike varje år. Det är ett Grupp 3-lopp, det vill säga ett lopp av tredje högsta internationella klass. Loppet körs över distansen 2700 meter. Förstapriset är 40 500 euro. Loppet är uppkallat efter stjärnhästen Bellino II.

## Vinnare
| År   | Häst               | Efter            | Kusk                  | Tränare               | Distans | Tid    |
| ---- | ------------------ | ---------------- | --------------------- | --------------------- | ------- | ------ |
| 2025 | Lissandro          | Ready Cash       | Jean-Michel Bazire    | Jean-Michel Bazire    | 2 700 m | 1'14"0 |
| 2024 | Keenan de Joudes   | Ready Cash       | Jean-Philippe Monclin | Jean-Philippe Monclin | 2 700 m | 1'14"7 |
| 2023 | Jean Balthazar     | Alto de Viette   | Alexandre Abrivard    | Pascal Castel         | 2 100 m | 1'12"7 |
| 2022 | Iron Meslois       | Titan d'Occagnes | Alexis Collette       | Pierre Beloche        | 2 100 m | 1'12"9 |
| 2021 | Hussard du Landret | Bird Parker      | Benoît Robin          | Benoît Robin          | 2 100 m | 1'13"9 |
| 2020 | Gimy du Pommereux  | Coktail Jet      | Matthieu Abrivard     | Sylvain Roger         | 2 100 m | 1'13"1 |
| 2019 | Fleo Lila          | Timoko           | Franck Anne           | Franck Anne           | 2 100 m | 1'13"0 |
| 2018 | Express Jet        | Goetmals Wood    | Pierre Vercruysse     | Pierre Vercruysse     | 2 100 m | 1'13"2 |
| 2017 | Délia du Pommereux | Niky             | Franck Nivard         | Sylvain Roger         | 2 100 m | 1'12"9 |